# Ященко, Николай Иванович
Никола́й Ива́нович Я́щенко (31 октября 1919 — 8 июня 2001) — советский военачальник, в Великой Отечественной войне — командир 214-го гвардейского стрелкового полка 73-й гвардейской стрелковой дивизии 57-й армии 3-го Украинского фронта, гвардии майор, Герой Советского Союза (24.03.1945). Генерал-майор (18.02.1970).

## Начальная биография
Родился 31 октября 1919 года в Новониколаевске в семье рабочего-железнодорожника.
В 1937 году окончил среднюю школу в Новосибирске, для получения дальнейшего образования переехал в Алма-Ату (Казахская ССР), где в 1941 году окончил Казахский горно-металлургический институт. Ещё во время учёбы стал с 1937 года работать чертежником-конструктором и коллектором в гидрогеологических партиях.

## Военная служба

### Великая Отечественная война
В Красную Армию был призван в июле 1941 года. В 1942 году окончил Алма-Атинское пехотно-пулемётное училище, а затем в том же году — специальные курсы командиров истребительно-противотанковых рот. В ВКП(б) вступил в 1942 году.
С апреля 1942 года Воевал с января 1942 года заместителем командира 7-й стрелковой роты 48-го стрелкового полка 38-й стрелковой дивизии, с июня 1942 — помощником начальника штаба этого полка по разведке и оперативной части, с июня 1942 по январь 1943 — старшим адъютантом этого полка. На этих должностях воевал на Юго-Западном, с августа 1942 года — на Сталинградском фронтах. Принимал участие в Донбасской оборонительной операции летом 1942 года и в Сталинградской битве.
В январе 1943 — марте 1944 — начальник штаба 343-го стрелкового полка (с 1 марта 1943 года — 214-го гвардейского стрелкового полка) 73-й гвардейской стрелковой дивизии (это гвардейское звание и наименование получила также 1 марта 1943 года за подвиги под Сталинградом 38-я стрелковая дивизия) 7-й гвардейской армии. С марта 1944 года — врио командира, затем с ноября 1944 года — командир 214-го гвардейского стрелкового полка. В рядах этого полка сражался на Воронежском, с июля 1943 года — на Степном, с октября 1943 года — на 2-м Украинском и с февраля 1944 года — на 3-м Украинском фронтах. Участвовал в Курской битве, в битве за Днепр, в Кировоградской, Уманско-Ботошанской, Ясско-Кишинёвской, Бухарестско-Арадской, Дебреценской и Будапештской наступательных операциях.
Командир 214-го гвардейского стрелкового полка (73-я гвардейская стрелковая дивизия, 57-я армия, 3-й Украинский фронт) гвардии майор Н. И. Ященко проявил исключительные отвагу и стойкость в Апатин-Капошварской наступательной операции. 13 ноября 1944 года он с передовым стрелковым батальоном под огнём противника успешно форсировал Дунай в районе населённого пункта Батина (Югославия). В боях на плацдарме полк под командованием Ященко овладел господствующей высотой и отбил многочисленные атаки противника. Благодаря успеху полка на плацдарм переправилась дивизия, а за ней и остальные части армии. За проявленное мужество, умелое руководство боевыми действиями в этих боях приказом войскам 57-й армии № 0180/н от 30 ноября 1944 года награждён орденом Александра Невского.
Указом Президиума Верховного Совета СССР от 24 марта 1945 года за мужество и героизм, проявленные при форсировании Дуная и удержании плацдарма на его западном берегу, гвардии майору Николаю Ивановичу Ященко присвоено звание Героя Советского Союза с вручением ордена Ленина и медали «Золотая Звезда» (№ 3486).
С марта по июль 1945 года — командир 211-го гвардейского стрелкового полка 73-й гвардейской стрелковой дивизии 57-й армии 3-го Украинского фронта. С этим полком сражался в Братиславско-Брновской, Венской и Пражской наступательных операциях. За годы войны четырежды ранен. Освобождал Правобережную Украину, Румынию, Югославию, Венгрию, Австрию.

### Послевоенная служба
В 1948 году окончил Военную академию имени М. В. Фрунзе. С 1948 года был заместителем начальника Свердловского суворовского военного училища. С 1950 по 1953 годы служил заместителем начальника Воронежского суворовского военного училища по строевой части, с 1954 года — заместителем командира 417-й стрелковой дивизии. С 1960 года — военный комиссар Кировской области, а с мая 1967 года по ноябрь 1980 года — военный комиссар Челябинской области. В 1980 году генерал-майор Н. И. Ященко уволен в отставку.
Жил в Челябинске. С 1980 по 1990 годы работал начальником мобилизационного отдела в Челябинском областном исполкоме, затем вышел на пенсию. С 1990 года жил в Омске, был председателем областной секции Общества Героев Советского Союза и полных кавалеров ордена Славы. Умер 8 июня 2001 года. Похоронен на Успенском (Цинковом) кладбище Челябинска (18-й квартал).

## Награды

Мемориальная доска Н. И. Ященко на здании военного комиссариата в Челябинске

- Звание Героя Советского Союза (24.03.1945).
- Ордена:
  - два ордена Ленина (24.12.1943, 24.03.1945);
  - орден Красного Знамени (21.08.1943);
  - орден Александра Невского (30.11.1944);
  - Орден Отечественной войны 1-й степени (11.03.1985);
  - Орден Отечественной войны 2-й степени (3.02.1943);
  - два ордена Красной Звезды (30.09.1942, 30.12.1956);
  - орден «За службу Родине в Вооружённых Силах СССР» 3-й степени (30.04.1975);
- Медали:
  - медаль «За боевые заслуги» (1942);
  - медаль «За оборону Сталинграда» (1942);
  - медаль «За взятие Будапешта» (1945);
  - медаль «За освобождение Белграда» (1945);
  - медаль «За победу над Германией в Великой Отечественной войне 1941—1945 гг.»;
  - другие медали СССР;

Иностранные награды
- - орден Партизанской звезды 2-й степени (Югославия);
  - орден «9 сентября 1944 года» (Болгария).

## Память

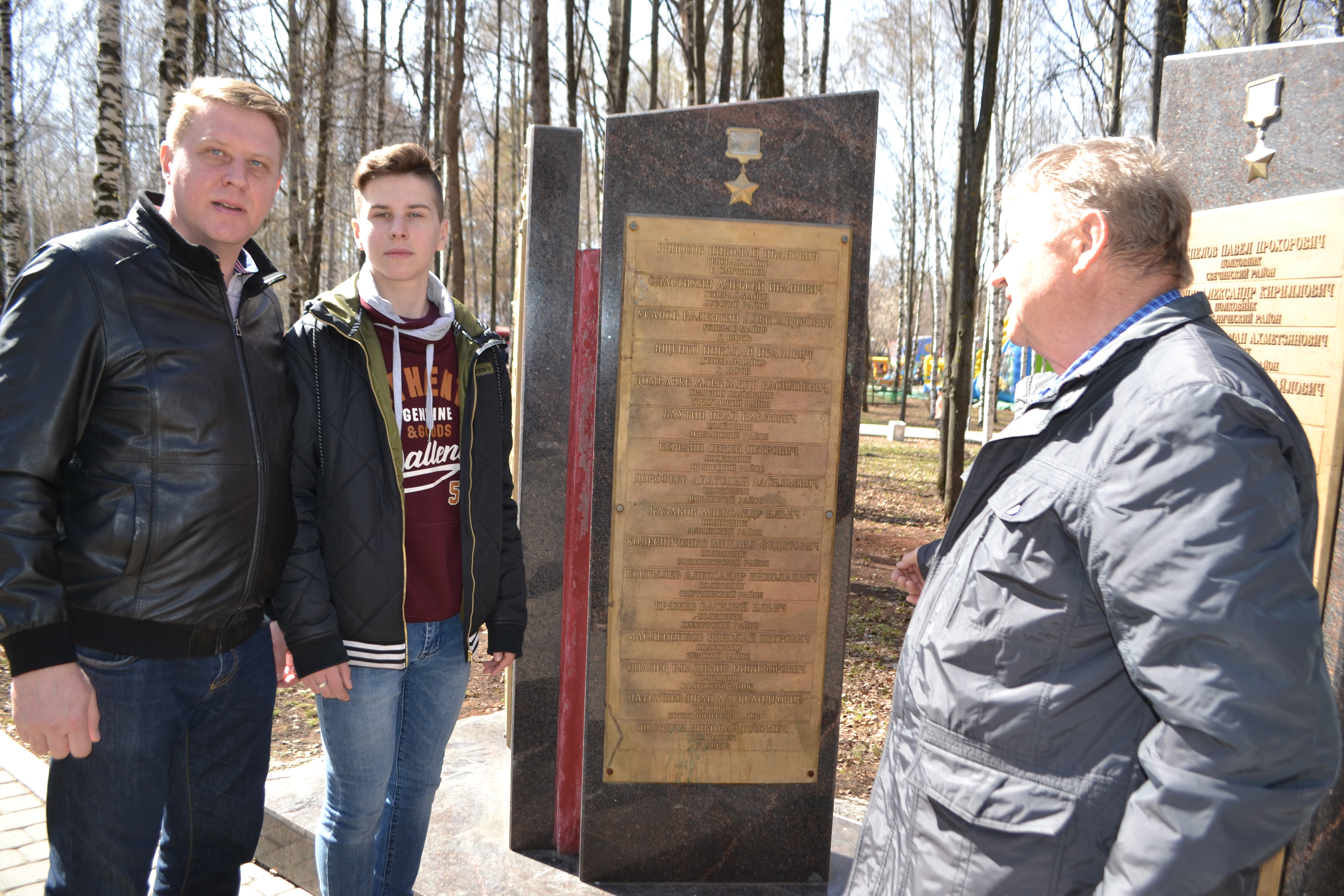
Имя Героя выбито на гранитной стеле на Аллее Славы в парке Победы города Киров

- Имя Героя выбито на гранитной стеле на Аллее Славы в парке Победы города Киров
- На фасаде здания военного комиссариата Челябинской области, где работал Николай Иванович, установлена мемориальная доска (2002).
- На фасаде общеобразовательной средней школы № 1 г. Новосибирска, где учился Николай Иванович, установлена мемориальная доска (2010).